# جان لورینایتیس
جان لورینایتیس (انگلیسی: John Laurinaitis؛ زادهٔ ۳۱ ژوئیهٔ ۱۹۶۲) کشتی‌گیر کشتی حرفه‌ای، و تهیه‌کننده تلویزیونی اهل ایالات متحده آمریکا است.